# Merce Cunningham
Mercier Philip Cunningham, mais conhecido como Merce Cunningham (Centralia, 16 de abril de 1919 - Nova Iorque, 26 de Julho de 2009), foi um bailarino e coreógrafo norte-americano. Possuía como características marcantes de sua dança, o caráter experimental e estilo vanguardista. Foi responsável por mudar os rumos da dança moderna. Criou mais de 200 coreografias. Entre seus colaboradores figuram John Cage, Jasper Johns, Andy Warhol e Robert Rauschenberg.

## Biografia
Aos 12 anos de idade começou a estudar dança. Aos 16 anos, entra numa escola de teatro, onde aprende técnicas de palco. Faltando pouco tempo para os 20 anos, sob a influência do compositor John Cage, retoma os estudos da dança. Aos 20 anos, conhece Martha Graham, com a qual vem a se aprofundar no aprendizado da arte do dançar. Aos 23 anos, demonstra uma evolução original com um solo, "Totem Ancestor" (música de John Cage). A partir dos 24 anos, viaja com Cage, apresentando composições coreográficas e musicais. Aos 26, põe fim à carreira de solista na Companhia de Martha Graham.
Aos 28, desenvolve para Cage a coreografia "The Seasons"; abre a própria escola e passa a ensinar método próprio. Aos 34, funda sua companhia de dança - ainda em parceria com Cage - a Merce Cunningham Dance Company; demonstra a formatação e o amadurecimento de um estilo próprio de dançar com representações públicas das coreografias: "Solo Suite in Space and Time", "Dime a Dance", "Untitled Solo", "Fragments". Essas últimas deixam claro o quão nítido estava o afastamento dos hábitos coreográficos de então (finalidade, construção e técnica).
Aos 36, apresenta "Galaxy". Aos 39, "Summerspace". Aos 40, "Gambit for Dancers and Orchestra". Aos 45, faz a primeira turnê mundial. Aos 49, seu trabalho é reconhecido nos EUA, com seu grupo sendo oficializado como companhia residente na Brooklin Academy of Music. Aos 50, assume a direção da Companhia de Dança Moderna de Nova York. Aos 51, destaca-se na França com "Signals" no Théâtre de France. Aos 54, destaca-se na Ópera "One Day or Two". Aos 55, cria "Events".
Para Cunningham, a dança se torna aparentemente um movimento natural, sem finalidade específica, em que não se buscava um encadeamento lógico de movimentos, mas explorar os elementos fornecidos pelo acaso. Cunningham contentava-se em indicar aos bailarinos as direções dos deslocamentos e os tempos das paradas. Tal formulação coreográfica era o chamado Event, um acontecimento único de dançar com forte ligação com o vivenciar do instante presente, do aqui e agora. Apesar de existir um grau de liberdade elevado, as obras realizadas caracterizavam-se pela sucessão de acentos fortes e fracos (comparáveis a métrica antiga) e por uma espécie de tempo instintivo próximo do verso grego lírico ou trágico.
A música representava apenas uma acompanhamento sonoro, não tendo sido elaborada ou selecionada em função de uma harmonia com os movimentos dos bailarinos. Podendo variar da música instrumental à música eletrônica. Ao rejeitar o contexto e a noção de obra dramática, abriu caminho para jovens coreógrafos e deu origem a duas tendências da dança moderna americana: a Nouvelle Dance e o Pos Modern.
Após completar os 70 anos de idade, desenvolve coreografias através do computador, no qual encontra uma ampliação nas possibilidades criadoras. Aos 85 anos, desloca-se ao Brasil; usa uma cadeira de rodas por causa da artrite e de uma operação no joelho, ainda dá aulas e prepara nova coreografia.